# Valeria Spälty
Valeria Claudia Spälty (ur. 24 czerwca 1983) – szwajcarska curlerka. Srebrna medalistka olimpijska, medalistka mistrzostw świata i Europy.

## Osiągnięcia

### Igrzyska Olimpijskie
W 2006 roku w Turynie zdobyła srebrny medal, razem z Mirjam Ott, Binią Feltscher, Michèle Moser i Manuelą Kormann.

### Mistrzostwa świata
Trzykrotnie brała udział w mistrzostwach świata w curlingu, w 2008 zdobywając brąz.

### Mistrzostwa Europy
Spälty w swoich pięciu występach na mistrzostwach Europy w curlingu czterokrotnie stawała na podium. W 2008 roku zdobyła złoty medal.